# Deicide (album)
Deicide – pierwszy studyjny album amerykańskiego zespołu deathmetalowego Deicide. Wydany został 25 czerwca 1990 roku nakładem wytwórni muzycznej Roadrunner Records. Według danych z 2003 roku płyta w samych Stanach Zjednoczonych sprzedała się w nakładzie 110 719 egzemplarzy.

## Lista utworów
Opracowano na podstawie materiału źródłowego.
1. „Lunatic of God’s Creation” (muzyka: Deicide; słowa: Benton) – 02:42
2. „Sacrificial Suicide” (muzyka: Deicide; słowa: Benton) – 02:51
3. „Oblivious To Evil” (muzyka: Deicide; słowa: Benton) – 02:41
4. „Dead By Dawn” (muzyka: Deicide; słowa: Benton) – 03:56
5. „Blaspherereion” (muzyka: Deicide; słowa: Benton) – 04:15
6. „Deicide” (muzyka: Deicide; słowa: Benton) – 04:02
7. „Carnage In The Temple Of The Damned” (muzyka: Deicide; słowa: Benton) – 03:33
8. „Mephistopheles” (muzyka: Deicide; słowa: Benton) – 03:35
9. „Day of Darkness” (muzyka: Deicide; słowa: Benton) – 02:05
10. „Crucifixation” (muzyka: Deicide; słowa: Benton) – 03:55

## Muzycy
Opracowano na podstawie materiału źródłowego.
| - Glen Benton – gitara basowa, wokal prowadzący, logo - Eric Hoffman – gitara rytmiczna, gitara prowadząca, logo - Brian Hoffman – gitara rytmiczna, gitara prowadząca - Steve Asheim – perkusja - Scott Burns – produkcja muzyczna, inżynieria dźwięku, miksowanie | - Tom Coyne – mastering - Patricia Mooney – projekt - Shann J. Benton – ilustracje - Tim Hubbard – zdjęcia - Ira Rosensen – zdjęcia |